# Комарова, Лариса Фёдоровна
Лариса Фёдоровна Комарова (род. 1941) — советский и российский учёный, доктор технических наук (1997), профессор (1991), академик Международной академии наук экологии, безопасности человека и природы, член-корреспондент Сибирского отделения Академии наук высшей школы.
Автор более 500 научных трудов, в том числе монографий и учебных пособий с грифами УМО, а также 20 авторских свидетельств и патентов.

## Биография
Родилась 4 октября 1941 года в посёлке Тальменка Тальменского района Алтайского края.
В 1964 году окончила Алтайский политехнический институт им. И. И. Ползунова (ныне Алтайский государственный технический университет, АлтГТУ) по специальности «Инженер-химик-технолог». С 1968 года работает в АлтГТУ на кафедре химической техники и инженерной экологии. В 1970 году защитила кандидатскую диссертацию и в 1974 году получила звание доцента, а в 1991 году — профессора. В 1997 году защитила докторскую диссертацию на тему «Создание малоотходных и безотходных технологий с использованием специальных видов ректификации и первапорации». С 1989 года заведует кафедрой химической техники и инженерной экологии Алтайского государственного технического университета.
В 1994 году Лариса Фёдоровна стала Ученым года, а в 2007 году — Профессором года АлтГТУ. Она является руководителем научного направления «Создание малоотходных ресурсосберегающих технологий и очистка загрязненных вод». Подготовила более 20 кандидатов наук.

## Заслуги
- За свою плодотворную деятельность по методическому обеспечению преподаваемой специальности Л. А. Комарова в 1984 году была отмечена медалью ВДНХ (за научно-методические разработки в области охраны окружающей среды). Награждена юбилейной медалью Алтайского края и медалью Алтайского края «За заслуги в труде».
- Дважды лауреат премии Алтайского края в области науки и техники, в 2012 году стала лауреатом конкурса среди научных, научно-педагогических работников и студентов, участвующих в решении задач социально-экономического развития Алтайского края в номинации «Профессор года»; отмечена дипломом Национальной экологической премии им. В. И. Вернадского.
- Неоднократно награждалась дипломами и грамотами Всероссийского общества им. Д. И. Менделеева, общества «Знание», Комитета природных ресурсов Алтайского края.
- Её заслуги были отмечены также присвоением в 1997 году звания «Заслуженный эколог Российской Федерации» и в 1999 году — «Почетный работник высшего образования РФ».
- Неоднократно выигрывала гранты по Президентской программе повышения квалификации со стажировкой за рубежом.[6]